# Alpenfestung
Il termine tedesco "Die Alpenfestung" (in italiano, "ridotto alpino" o "fortezza delle Alpi" e chiamato dagli Alleati Alpin Reduit Area) indicava un territorio in cui l'esercito germanico ancora efficiente, con tutto lo stato maggiore e i gerarchi del Terzo Reich, avrebbero dovuto ritirarsi per l'ultima resistenza contro il dilagare sul suolo patrio degli eserciti nemici. L'Alpenfestung fu, più che altro, una trovata propagandistica del ministro Joseph Goebbels che fin dal settembre 1943 fu ventilata come soluzione di difesa preventiva; in realtà non vennero predisposti preparativi o piani per la creazione di una siffatta entità territoriale.

## L'idea dell'"ultimo baluardo"
Il primo accenno a un ridotto alpino venne fatto già durante i preparativi effettuati per favorire l'inizio della seconda guerra mondiale, durante la pianificazione dell'"Incidente di Gleiwitz", ma la fase iniziale di vittorie travolgenti fece subito accantonare tale proposito. Il progetto venne rispolverato, però, durante l'ultimo anno di guerra, quando ormai la sorte del Terzo Reich appariva segnata.
Dopo il fallimento dell'Offensiva delle Ardenne presso Bastogne in Belgio sul fronte occidentale nel dicembre 1944, nessuno tra i gerarchi e tra i generali germanici si faceva più illusioni circa l'esito del conflitto, tanto più che, ad oriente, i sovietici stavano avanzando in territorio germanico (dopo l'occupazione della Prussia Orientale e della Polonia) già dalla fine di ottobre. In questo contesto, maturò presso il ministero della propaganda nazista l'idea di creare un "ultimo baluardo", una zona di territorio montuoso che impedisse ai mezzi corazzati di avanzare, e ai bombardieri di radere al suolo le fabbriche di materiale bellico (da trasferire in grotte scavate nel cuore delle montagne), favorendo così la difesa ad oltranza. Ad Adolf Hitler non venne illustrato un vero e proprio progetto in tal senso, in base alle testimonianze di Albert Speer, ma soltanto una vaga idea circa i territori in cui operare la ritirata strategica. In realtà, il tempo era oramai troppo esiguo per organizzare un siffatto piano difensivo, il quale, poi, non avrebbe potuto garantire l'approvvigionamento di derrate alimentari sufficienti a sfamare tutti coloro che avrebbero dovuto trasferirvisi.
In ogni caso, approssimativamente, i territori che avrebbero dovuto esser scelti per la creazione dell'Alpenfestung erano il Vorarlberg, il Tirolo, l'Alto Adige, il Trentino, il Veronese, l'Altopiano di Asiago, la Baviera, la Carinzia, la Carniola, la Venezia Giulia, la Carnia, la Stiria, il Burgenland, l'Alta Austria, il Salisburghese, la Bassa Austria, la Valtellina, il Bresciano, la Sassonia, i Sudeti, la Svizzera (quindi, per quest'ultimo territorio, era prevista l'invasione vera e propria, essendo la Svizzera stata risparmiata dalla seconda guerra mondiale). Presso il confine orientale dovevano essere riutilizzate le vecchie postazioni difensive risalenti alla prima guerra mondiale. In totale si trattava di una linea difensiva di 400 chilometri circa, ipoteticamente inattaccabile dai mezzi corazzati e con scarse possibilità di manovra anche per un avversario numericamente superiore. La parte occidentale era stata affidata al colonnello Nobiling, mentre quella orientale al colonnello Seitz. Heinrich Himmler disse a proposito di voler questa linea difensiva per poter attendere lì l'arrivo e lo scontro tra le truppe americane e quelle sovietiche, quindi allearsi agli americani per poter respingere i sovietici. Alla fine del maggio 1944 fu anche istituito dal ministro degli Interni del Reich un apposito "centro studio delle fortificazioni", SS-Fortifikationsforschungstelle, con il compito di studiare la miglior collocazione possibile per questa linea difensiva. Furono iniziati gli scavi per costruire depositi per le armi sotterranei e viveri e finanziamenti dalla Spagna, pagati mediante la produzione di sterline false.

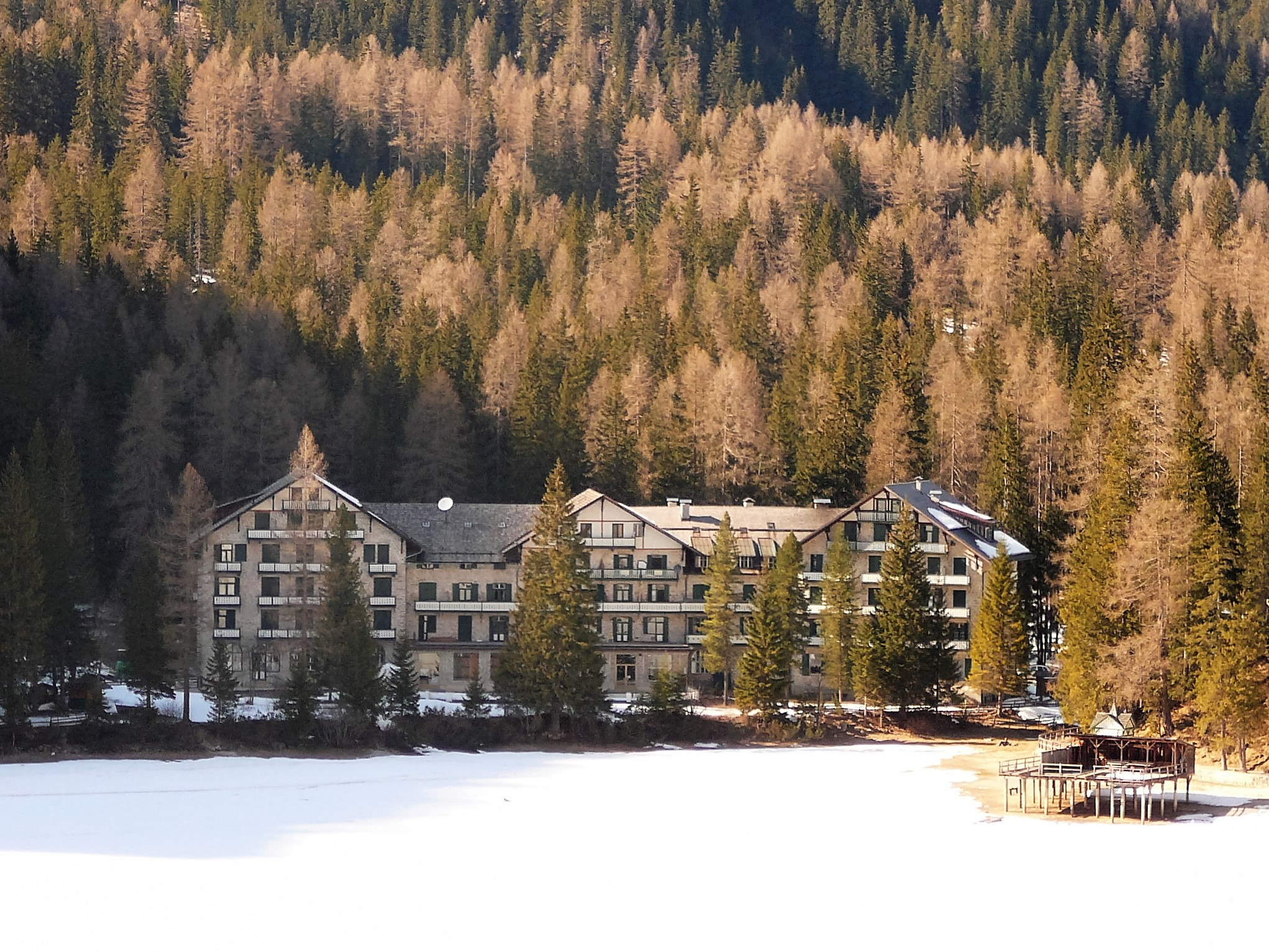
L'albergo al lago di Braies

Gli Alleati erano a conoscenza di tale progetto, in quanto alcuni comandanti tedeschi (come ad esempio Karl Wollf) quando verso la fine del conflitto decisero di trattare la resa, iniziarono a promettere una passiva resistenza lungo la linea dell'Alpenfestung. A Washington è infatti custodita una mappa allora segreta della delimitazione dei confini della "fortezza alpina". Alla morte di Hitler (30 aprile 1945), i tedeschi decisero di trasferire all'interno dell'Alpenfestung numerosi prigionieri e ostaggi, per eventuali trattative con gli Alleati. All'interno di tale area furono trasferiti anche i maggiori esperti missilistici della Germania (tra cui i progettisti del V2 e altri 450 scienziati). Tra gli ostaggi delle SS invece si citano personaggi come l'ex primo ministro francese Léon Blum, l'ex ministro ungherese Miklós Kállay, il comandante supremo dell'esercito greco Alexandros Papagos, il vescovo della diocesi di Clermont-Ferrand Gabriel Piguet, il figlio del maresciallo Pietro Badoglio, Mario, e il borgomastro di Vienna. Molte di queste persone furono trasferite dal Campo di concentramento di Dachau in Alto Adige e precisamente a Villabassa, dove il Gauleiter Franz Hofer aveva predisposto a tal fine l'albergo esistente presso il lago di Braies. Fallite le trattative per rilasciare i prigionieri, fu ordinato al capo della Gestapo di Sillian di fucilarli, ma egli si rifiutò, suicidandosi. Solo il 4 maggio questi furono affidati alle truppe americane.